# 臺北市政府衛生局
臺北市政府衛生局（簡稱衛生局），是臺北市政府所屬的一級機關。1946年成立，前身為臺北市役所衛生課，下轄臺北市立聯合醫院與各區健康服務中心。

## 歷史

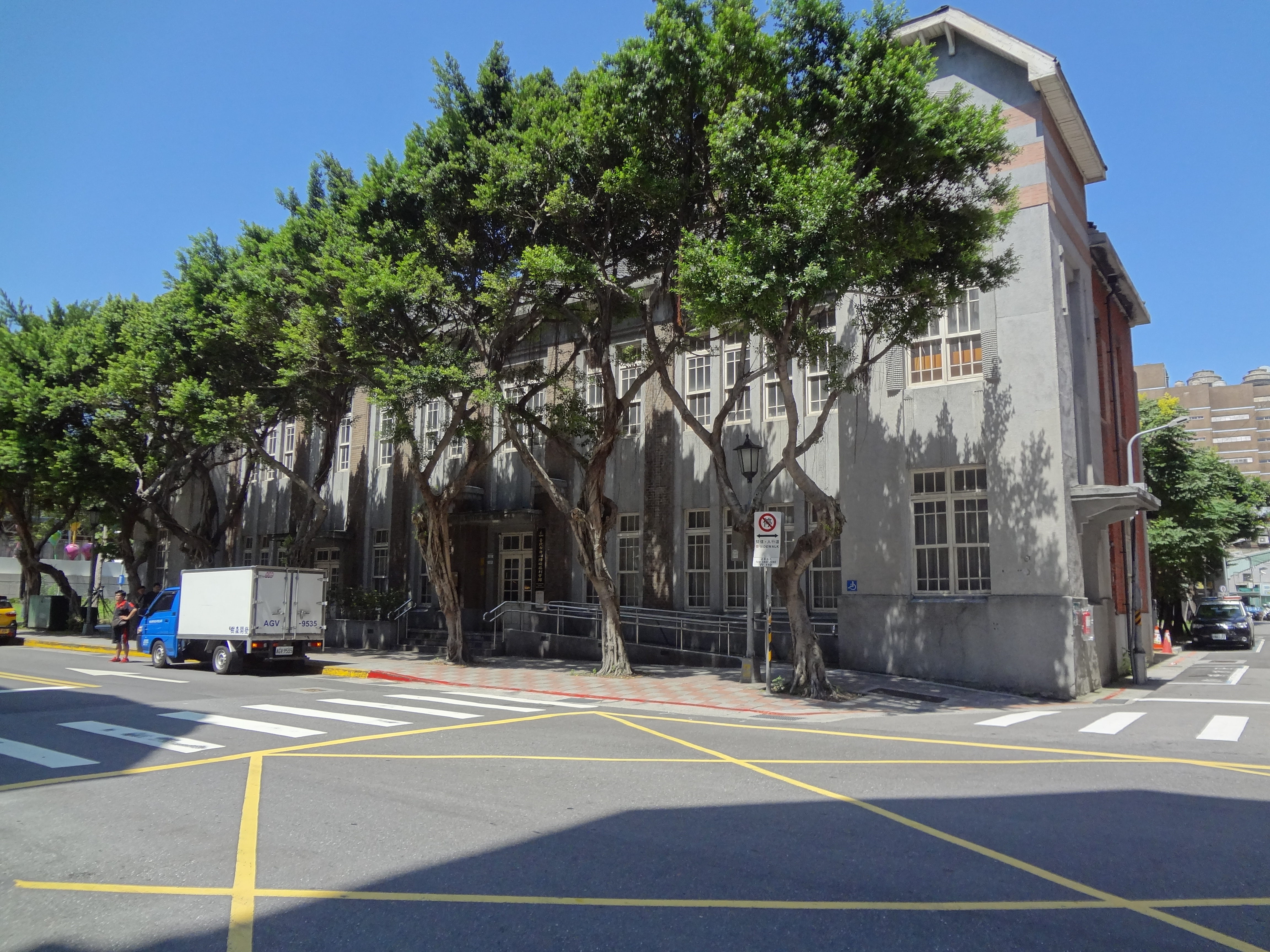
長安西路臺北市政府衛生局舊址

1945年，臺北市政府暫於臺北市警察局設「衛生課」，接管臺北市役所衛生課。
1946年6月，臺北市警察局衛生課獨立為臺北市衛生院，設於今臺北市中山區長安西路15號（臺北市政府衛生局舊址），直屬臺北市政府，下設四股（分掌醫政、保健、防疫及總務），附設診療室、試驗室，附屬機關為稻江傳染病醫院、火葬管理場、牲畜屠宰場、市立各科醫院及清潔聯合社。
1967年7月1日，臺北市改制為直轄市，臺北市衛生院改為臺北市政府衛生局，下設六科四室（第一至六科、技術室、檢驗室、主計室、人事室），附屬機關為臺北市立醫院、臺北市立婦產科醫院、臺北市立傳染病院及十區衛生所。1968年10月23日，臺北市政府衛生局清潔大隊與臺北市水肥處理委員會合併成立臺北市環境清潔處。
1993年初，臺北市政府衛生局下設七科八室（第一至七科、技術室、檢驗室、資訊室、統計室、秘書室、會計室、人事室、政風室），附屬機關為臺北市立中興醫院、臺北市立仁愛醫院、臺北市立和平醫院、臺北市立婦幼醫院、臺北市立陽明醫院、臺北市立忠孝醫院、臺北市立中醫醫院、臺北市立療養院、臺北市慢性病防治院、臺北市性病防治所及十二區衛生所。
1994年，因應臺北市政府遷出臺北市政府舊廈，臺北市政府衛生局遷入萬華區西門町附近。
1998年5月4日，臺北市政府公告，長安西路臺北市政府衛生局舊址為市定古蹟。
2005年1月1日，臺北市政府衛生局下設五處七室，附屬機關為臺北市立聯合醫院及十二區健康服務中心。

## 組織[1]
- 局長（1人，比照簡任第十三職等）
  - 副局長（2人，簡任第十一職等或師(一)級）
  - 主任秘書（1人，簡任第十職等）
  - 專門委員（1人，簡任第十職等）
    - 科長（9人，薦任第九職等或師(二)級）
    - 主任（2人，薦任第九職等）
    - 技正（14人，薦任第八職等至第九職等或師(二)級，內1至3人得列簡任第十職等）
    - 秘書（2人，薦任第八職等至第九職等）
    - 視察（2人，薦任第八職等至第九職等）
    - 專員（4人，薦任第八職等至第九職等）
    - 股長（38人，薦任第八職等）
    - 分析師（2人，薦任第七職等）
    - 衛生稽查員（57人，委任第五職等或薦任第六職等至第七職等）
    - 設計師（3人，委任第五職等或薦任職等第六至第七職等）
    - 技士（67人，委任第五職等或薦任第六職等至第七職等或師(三)級）
    - 科員（23人，委任第五職等或薦任第六職等至第七職等）
      - 技佐（29人，委任第四職等至第五職等，內14人得列薦任第6職等）
      - 辦事員（19人，委任第三職等至第五職等）
      - 書記（9人，委任第一職等至第三職等）

內部單位
- 綜合企劃科：綜合計畫、研究發展、管制考核、國際衛生合作、公共關係、議事、綜合業務宣導及衛生業務訓練等事項。
- 疾病管制科：規劃疫苗接種之政策與執行、社區傳染病與新興傳染病之防治、外勞與營業衛生從業人員之防疫及委任臺北市立聯合醫院辦理疾病防治等事項。
- 食品藥物管理科：藥政、藥品、醫療器材、化粧品、食品衛生管理、健康飲食推動、諮詢及管理等事項。
- 醫事管理科：醫事行政、醫事機構管理、醫事人員管理、緊急救護及醫療爭議調處等事項。
- 健康管理科：健康管理與保健業務之推展、監督、規劃及考核等事項。
- 長期照護科：提供長照服務、制定轄內長照政策、長照體系之規劃、宣導與執行、辦理地方之長照服務訓練、長照機構之督導考核及特殊照護等事項。
- 心理衛生科：心理健康促進與輔導、精神疾病防治、性侵家暴處遇、自殺防制等業務之規劃、推展、監督及考核等事項。
- 衛生稽查科：衛生相關法規人民申請案現場履勘、人民陳情與檢舉違規案件稽查、各業別例行或計畫性稽查、抽驗、輔導及食品中毒調查處理等事項。
- 檢驗科：食品、藥物與公共衛生檢驗與支援公共衛生相關稽查樣品檢驗、投訴檢舉專案檢驗及受理飲食品藥物申請檢驗等事項。
- 資訊室：業務電腦化與辦公室自動化之規劃、推動、管理與所屬各單位實施資訊作業之督導及輔導等事項。
- 秘書室：文書、檔案、出納、總務、財產管理及不屬於其他各單位事項。

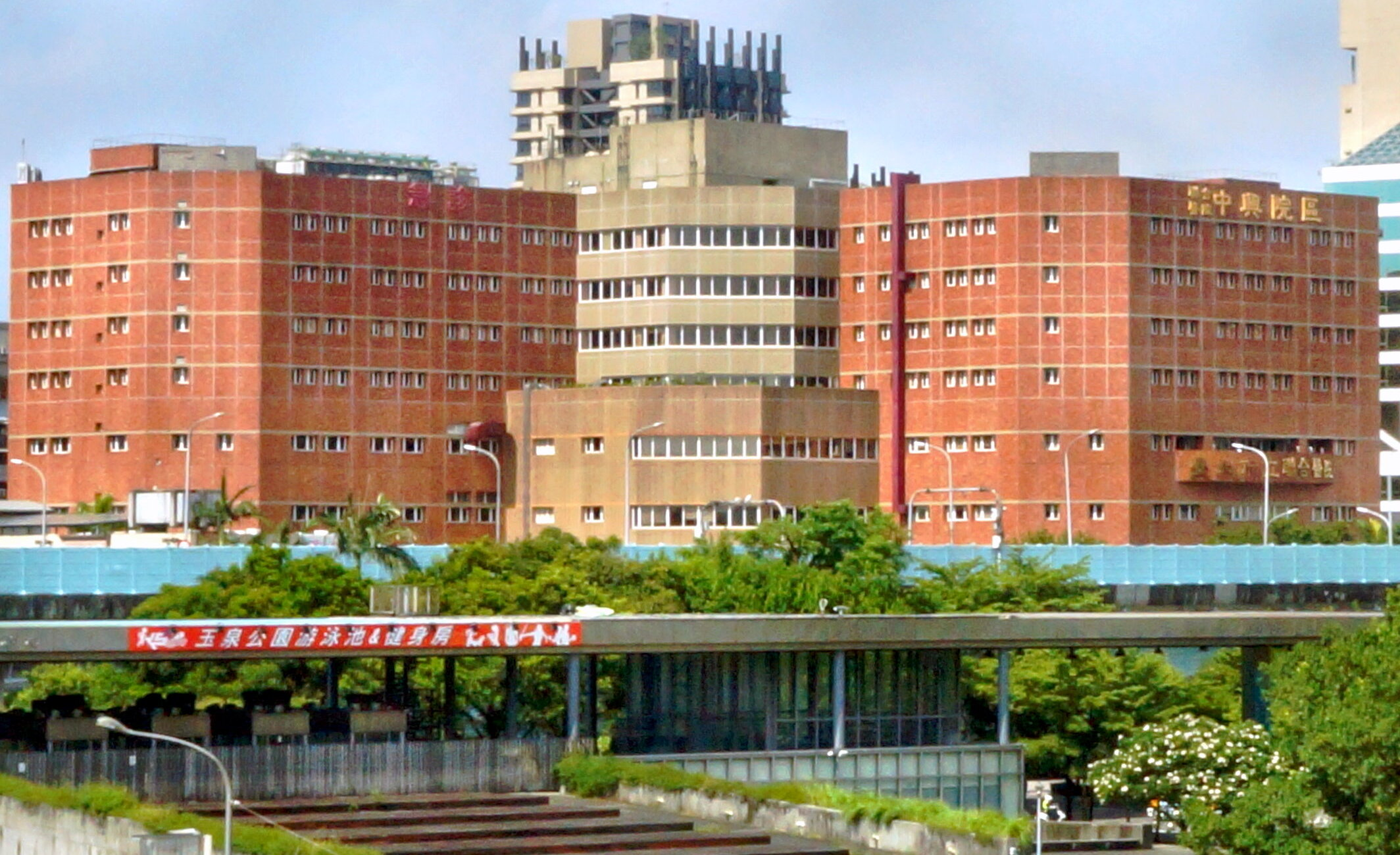
臺北市立聯合醫院中興院區

- 會計室：依法辦理歲計、會計事項。
- 統計室：依法辦理統計事項。
- 人事室：依法辦理人事管理事項。
- 政風室：依法辦理政風相關業務。

附屬機關
- 臺北市立聯合醫院
  - 仁愛院區
  - 陽明院區
  - 忠孝院區
  - 松德院區
  - 和平婦幼院區
  - 林森中醫昆明院區
  - 中興院區
- 各區健康服務中心
  - 松山區健康服務中心
  - 信義區健康服務中心
  - 大安區健康服務中心
  - 中山區健康服務中心
  - 中正區健康服務中心
  - 大同區健康服務中心
  - 文山區健康服務中心
  - 南港區健康服務中心
  - 內湖區健康服務中心
  - 士林區健康服務中心
  - 北投區健康服務中心

## 歷任局長
| 任次 | 姓名   | 就任時間            | 備註 |
| ---- | ------ | ------------------- | ---- |
| 01   | 王耀東 | 56/07/01~65/07/16   |      |
| 02   | 魏登賢 | 65/07/16~76/07/16   |      |
| 03   | 柯賢忠 | 76/07/16~81/09/19   |      |
| 04   | 李鍾祥 | 81/09/19~82/05/14   |      |
| 05   | 陳寶輝 | 82/05/14~85/09/24   |      |
| 06   | 涂醒哲 | 85/09/24~87/12/25   |      |
| 07   | 葉金川 | 87/12/25~90/07/01   |      |
| 08   | 邱淑媞 | 90/07/01~92/05/27   |      |
| 09   | 張珩   | 92/05/30~94/02/01   |      |
| 10   | 宋晏仁 | 94/02/01~96/02/01   |      |
| 11   | 邱文祥 | 96/02/01~99/12/25   |      |
| 12   | 林奇宏 | 99/12/25~103/12/25  |      |
| 13   | 黃世傑 | 103/12/25~111/12/25 |      |
| 代理 | 陳正誠 | 111/12/25~112/03/01 |      |
| 14   | 陳彥元 | 112/03/01~113/08/12 |      |
| 15   | 黃建華 | 113/08/12~現任      |      |

## 外部連結
- 臺北市政府衛生局 （页面存档备份，存于）（中文）（英文）